# ガスト (ゲームブランド)
ガスト（英: GUST）は、コーエーテクモゲームスのゲームソフトブランドであり、同社エンタテインメント事業部に属する5つのブランド別組織の一つ。代表作にロールプレイングゲーム「アトリエシリーズ」がある。

## 歴史

### 創業
1993年10月1日、長野県でソフトウェア開発を行うケイケンシステムのアミューズメントソフトウェア開発部門を分社化して「株式会社ガスト（英: GUST CO.,LTD.）」が設立された。当時、長野県初のゲームメーカーとして雑誌に紹介され、同雑誌にて処女作であるPC-9801版『アレス王の物語』を発表した。
当初はパーソナルコンピュータ（PC）でのゲームソフト開発からスタートしたが、翌1994年には早くも家庭用ゲーム機であるプレイステーション（PS）への参入を発表し、1995年にはプレイステーションでの処女作『ファルカタ 〜アストラン・パードマの紋章〜』を発売。その後は家庭用ゲーム機での開発にシフトしていった。
1997年に発売された『マリーのアトリエ 〜ザールブルグの錬金術士〜』はヒットしてシリーズ化され、解散するまでガストの看板作品となっていた。
2011年7月27日、アトリエシリーズとして同年6月23日に発売した作品『メルルのアトリエ 〜アーランドの錬金術士3〜』において、CEROレーティングにおける審査に不適切な箇所があったとして、同作品の一時出荷停止と再審査が実施され、コンピュータエンターテインメントレーティング機構 (CERO) より規定に基づく懲戒処分を受けた。

### コーエーテクモグループへ
2011年12月7日に、コーエーテクモホールディングスの子会社化されることが発表され、12月13日をもって同社の完全子会社となった。コーエーテクモとしてはガストのゲームソフトウェアの国内流通を子会社であるコーエーテクモネットが取り扱っていたため、コーエーテクモグループとの取引関係は存在していた。これに伴い、2012年4月以降に発売されたゲームソフトのパッケージには、コーエーテクモグループのロゴマークを併記している。
2014年10月1日付でコーエーテクモゲームスに吸収合併され解散した。組織は同社の「ガスト長野開発部」となり、「ガスト」ブランドも承継された。
2016年4月1日、京都開発部とガスト長野開発部を統合して「ガストブランド（俗にいうコーエーテクモゲームス長野スタジオ）」となる。
2020年3月19日をもって、長野での活動を終了。同月23日より横浜市西区のみなとみらい21に完成したコーエーテクモゲームスの本社ビル「KTビル」に移転。

## 主なゲームソフト

### アトリエシリーズ
- ザールブルグシリーズ
  - マリーのアトリエ 〜ザールブルグの錬金術士〜
  - エリーのアトリエ 〜ザールブルグの錬金術士2〜
  - リリーのアトリエ 〜ザールブルグの錬金術士3〜
    - ヘルミーナとクルス

  - マリー&エリー ふたりのアトリエ
  - マリー・エリー&アニスのアトリエ
  - アトリエ マリー＋エリー
- グラムナートシリーズ
  - ユーディーのアトリエ 〜グラムナートの錬金術士〜
  - ヴィオラートのアトリエ 〜グラムナートの錬金術士2〜
- イリスシリーズ
  - イリスのアトリエ エターナルマナ
  - イリスのアトリエ エターナルマナ2
  - イリスのアトリエ グランファンタズム
- マナケミアシリーズ
  - マナケミア 〜学園の錬金術士たち〜
  - マナケミア2 〜おちた学園と錬金術士たち〜
- 携帯機シリーズ
  - リーズのアトリエ 〜オルドールの錬金術士〜
  - アニーのアトリエ 〜セラ島の錬金術士〜
  - リーナのアトリエ 〜シュトラールの錬金術士〜
- アーランドシリーズ
  - ロロナのアトリエ 〜アーランドの錬金術士〜
  - トトリのアトリエ 〜アーランドの錬金術士2〜
  - メルルのアトリエ 〜アーランドの錬金術士3〜
  - ルルアのアトリエ 〜アーランドの錬金術士4〜
- 黄昏シリーズ
  - アーシャのアトリエ 〜黄昏の大地の錬金術士〜
  - エスカ&ロジーのアトリエ 〜黄昏の空の錬金術士〜
  - シャリーのアトリエ 〜黄昏の海の錬金術士〜
- 不思議シリーズ
  - ソフィーのアトリエ 〜不思議な本の錬金術士〜
  - ソフィーのアトリエ2 〜不思議な夢の錬金術士〜
  - フィリスのアトリエ 〜不思議な旅の錬金術士〜
  - リディー&スールのアトリエ 〜不思議な絵画の錬金術士〜
- 秘密シリーズ
  - ライザのアトリエ 〜常闇の女王と秘密の隠れ家〜
  - ライザのアトリエ2 〜失われた伝承と秘密の妖精〜
  - ライザのアトリエ3 〜終わりの錬金術士と秘密の鍵〜

### その他
- アルトネリコシリーズ - バンダイナムコゲームス（旧バンプレスト）との共同開発
  - アルトネリコ 世界の終わりで詩い続ける少女
  - アルトネリコ2 世界に響く少女たちの創造詩
  - アルトネリコ3 世界終焉の引鉄は少女の詩が弾く
- サージュ・コンチェルトシリーズ
  - シェルノサージュ〜失われた星へ捧ぐ詩〜
  - アルノサージュ〜生まれいずる星へ祈る詩〜
- よるのないくにシリーズ
  - よるのないくに
  - よるのないくに2 〜新月の花嫁〜
- アレス王の物語 - デビュー作となる1994年発売のPC-98用ソフト。劇画家の叶精作がキャラクターデザインを担当。
- ファルカタ 〜アストラン・パードマの紋章〜
- メールプラーナ
- ウエルカムハウス
- ウエルカムハウス2
- 黒い瞳のノア
- 火竜娘
- ロビン・ロイドの冒険
- 大正もののけ異聞録
- フレースヴェルグ
  - フレースヴェルグ インターナショナルエディション
- クロノス・マテリア
- ブルー リフレクション 幻に舞う少女の剣
- 拡張少女系トライナリー
- FAIRY TAIL